# The Living Tombstone
The Living Tombstone (TLT; укр. Живий надгробок) — електро-рок гурт і YouTube-канал, заснований у 2011 році ізраїльським музичним продюсером Йоавом Ландау. Пізніше до проєкту приєднався американський співак Сем Гафт, і колектив перетворився на дует. Гурт здобув популярність завдяки пісням і музичним кліпам, натхненним відеоіграми та попкультурними медіа, такими як серія Five Nights at Freddy's, Overwatch та My Little Pony, а також завдяки створенню власної оригінальної музики. У 2020 році вони випустили свій дебютний альбом Zero One, а другий альбом під назвою Rust очікується на початку 2025 року.
Кілька їхніх композицій здобули велику популярність в інтернеті, і гурт став джерелом багатьох мемів. Крім створення музичних кліпів, TLT писали саундтреки для відеоігор In Sound Mind та Beat Saber, а також створили власну гру AudioClash: Battle of the Bands. Музичне видання NME назвало їх «найбільшим ігровим гуртом інтернету».

## Кар'єра

### Початок
The Living Tombstone був заснований Йоавом Ландау у 2011 році як YouTube-канал і музичний проєкт. Ландау, який народився та виріс в Ізраїлі, активно бравши участь в онлайн-спільноті шанувальників франшизи My Little Pony. Одним із його перших успіхів став ремікс на пісню з мультсеріалу My Little Pony: Дружба — це диво. Після того як цей ремікс зібрав тисячі переглядів, Ландау продовжив створювати музику, пов'язану з цією франшизою. Згодом він вирішив зосередитися на спільнотах, пов'язаних із відеоіграми, створюючи пісні на основі популярних ігор.
Через п'ять років після створення The Living Tombstone Ландау переїхав до Сполучених Штатів, де познайомився з вокалістом Семом Гафтом. Гафт до цього був учасником інших музичних проєктів, зокрема комедійного музичного дуету Sam & Bill. Ландау і Гафт почали обмінюватися своїми музичними роботами, а згодом почали співпрацювати, після чого Гафт став офіційним учасником The Living Tombstone.
Дует написав кілька пісень, зокрема ремікс Jump Up Superstar із гри Super Mario Odyssey, у якому Гафт записав бек-вокал, та оригінальний трек My Ordinary Life, який видання LA Weekly назвало найпопулярнішою піснею гурту. Разом Ландау і Гафт працювали над світотворенням для The Living Tombstone, розробляючи персонажів, історії та лор, які супроводжують їхню музику та кліпи. Популярність їхньої музики в інтернеті привернула увагу лейблу Warner Music, який підписав контракт із гуртом.

### Контент і музичний стиль
The Living Tombstone створює як оригінальну музику, так і композиції, присвячені різним відеоіграм та попкультурним медіа. Багато з них набули популярності в інтернеті. Однією з перших відеоігор, на якій гурт зосередився, стала серія Five Nights at Freddy's, для якої вони створили трилогію пісень, присвячених першим трьом іграм серії. Ця трилогія стала вірусною на YouTube, і кожна пісня зібрала сотні мільйонів переглядів. Перше відео в серії досягло понад 68 мільйонів переглядів ще у 2016 році. Houston Press включив трилогію до списку найкращих пісень, натхненних грою жанру горрор.
Успіх трилогії приніс гурту культову популярність серед фанатів гри. Журнал Rolling Stone приписав The Living Tombstone створення піджанру музики, натхненного Five Nights at Freddy's і стилізованого під гіперпоп. Перша пісня трилогії була використана у фінальних титрах екранізації гри у 2023 році. Незадовго до виходу фільму гурт випустив готичний ремікс цієї композиції. Після прем'єри фільму пісня увійшла до п'ятірки найкращих у чарті Dance/Electronic Songs за версією часопису Billboard, піднявшись до 4-го місця.
У 2018 році пісня гурту No Mercy, заснована на грі Overwatch, стала вірусною в соціальних мережах. Її прем'єра відбулася ще в січні 2017 року на YouTube-каналі Mashed. У пісні розповідається про двох гравців однієї команди, які сперечаються через вибір персонажів, що, на їхню думку, призводить до постійних поразок. Рефрен «I'm Already Tracer» став основою для численних відео на TikTok, у яких користувачі синхронізували губи з піснею. Однак мем привернув негативну увагу через його використання у контенті, який часто містив мізогінні коментарі та висміювання жінок-геймерок.
Інші пісні гурту, які здобули популярність, включають ремікси на композиції з My Little Pony та Spooky Scary Skeletons. У 2012 році The Living Tombstone створили ремікс на пісню Discord від продюсера Odyssey/Eurobeat Brony, яка набрала понад 40 мільйонів переглядів на YouTube та використовувалася у понад 500 тисячах відео на TikTok у 2021 році. У 2013 році Ландау зробив ремікс на пісню Ендрю Голда Spooky Scary Skeletons 1996 року, який зібрав понад 90 мільйонів переглядів на YouTube. Цей ремікс був визнаний одним із найпопулярніших на TikTok у 2019 році та увійшов до списку найкращих хелловінських пісень за версією USA Today.
Музика гурту поєднує елементи електро року, альтернативного року та поп-року, з впливами EDM та близькосхідної народної музики. Ландау також зазначав, що стилі комплекстро, дабстеп та драм-енд-бейс вплинули на їхній музичний напрям. Гурт називають аудіовізуальним проєктом, а їхню творчість порівнюють із Gorillaz, Daft Punk і відео Ліндсі Стерлінг.
У 2020 році гурт випустив свій перший студійний альбом Zero One. Напередодні релізу вони презентували кліп на пісню Chosen, створений студією The-Artery під час пандемії COVID-19. Другий альбом гурту Rust, який спершу планували випустити у 2024 році, тепер очікується на початку 2025 року.

### Розробка ігор
The Living Tombstone також брали участь у створенні музики для відеоігор. У 2021 році гурт написав саундтрек до інді-гри жахів In Sound Mind, розробленої ізраїльською студією We Create Stuff. Їхній внесок у музичний супровід отримав позитивні відгуки поряд із грою, причому багато оглядачів відзначали, що зворушливі й стримані композиції вдало підкреслюють похмуру атмосферу гри.
Того ж року The Living Tombstone співпрацювали зі студією Big Boat Interactive над створенням музичної стратегічної гри AudioClash: Battle of the Bands. Гру описували як поєднання різних ритм-ігор, елементів рольових ігор типу Pokémon і Dota, а також коміксів Scott Pilgrim. Геймплей зосереджений на формуванні команди музикантів, які змагаються з іншими гуртами. Гру випустили в ранньому доступі на платформі Steam наприкінці 2021 року.
Гурт також створив додаткову музичну композицію (DLC) для ритм-гри Beat Saber 2019 року, а також написав саундтрек до модифікації Half-Life 2 під назвою Nightmare House 2 у 2010 році. Крім того, The Living Tombstone працюють над музичним оформленням для її ремейку Nightmare House: Reimagined, вихід якого запланований на 2025 рік.